# Chhatarpur
Chhatarpur (eller Chhattarpur) är en stad i den indiska delstaten Madhya Pradesh och är centralort i ett distrikt med samma namn. Folkmängden uppgick till 133 464 invånare vid folkräkningen 2011, med förorter 147 505 invånare.
Före den indiska självständigheten 1947 var Chattarpur huvudort i en vasallstat i Bundelkhand. Här finns omkring 200 såväl hindu- som jainatempel och ruiner av Chhattar-Sals palats, grundläggaren av Bundelkhands korta självständighet i början av 1700-talet.